# Niños del Cerro
Niños del Cerro es una banda chilena de indie rock oriunda de La Florida, Región Metropolitana de Santiago, activa desde el año 2012 a la actualidad. Está compuesta por el vocalista y guitarrista Simón Campusano, el guitarrista Ignacio Castillo, el baterista José Mazurett, el bajista Felipe Villarubia y el tecladista Diego Antimán. La banda es citada como uno de los grupos más importantes del «pop de guitarras» de los años 2010.
Publicaron su primer álbum de estudio Nonato Coo el 10 de noviembre de 2015, a través del sello Piloto, que les valió el premio al artista revelación de ese año en los Premios Pulsar. El 31 de agosto de 2018 publicaron su segundo álbum Lance. El 13 de octubre de 2022 publicaron su tercer álbum Suave pendiente.

## Historia
Simón Campusano fundó Niños del Cerro en 2012, junto a Ignacio Castillo y otros amigos, mientras estudiaban en un colegio cerca del Cerro San Ramón, en la comuna de La Florida, Región Metropolitana de Santiago, Chile. De los miembros finalmente solo quedaron Campusano y Castillo, y en 2014 se sumaron José Mazurett en la batería y Felipe Villarubia en el bajo. Durante esta época subieron sus dos primeras canciones a través de la plataforma SoundCloud —entre ellas «La pajarería»— y, de acuerdo a Campusano, grabaron un par de extended plays que finalmente no publicaron.
El 10 de noviembre de 2015 lanzaron su álbum debut Nonato Coo, bajo el sello independiente Piloto. Piloto estaba vinculado a varios grupos similares del suroriente de Santiago, entre ellos Patio Solar, El Cómodo Silencio de los que Hablan Poco, Paracaidistas, Las Olas y Amarga Marga. Esta proliferación de bandas se nombró como «pop de guitarras», y se caracterizó por constar de músicos jóvenes que tocaban en los patios de sus casas y en un estilo jangle.
El 11 de abril de 2016, Niños del Cerro fue nominado junto a otros grupos de la escena al Premio Artista Revelación del Año en la segunda edición de los Premios Pulsar, y un mes después fue presentado como el ganador. Ese mismo año fueron incluidos con la canción «Nos vemos cómodos en este frío» en el álbum recopilatorio NMC: pop de guitarras en Chile, que juntó a las bandas más representativas de la escena. Durante este periodo, Diego Antimán se sumó como tecladista a Niños del Cerro, estrenaron una versión en físico de Nonato Coo con un concierto en la Sala Máster de la Radio Universidad de Chile, e hicieron su primera presentación internacional en el Lima PopFest de Perú.
En 2017, las actividades del sello Piloto se congelaron después de la publicación del reportaje «Cuando ella habla, escucho la revolución», de la periodista Javiera Tapia, donde diferentes mujeres dieron su testimonio de los abusos y la violencia sexual ejercidas dentro de la escena y Piloto. Niños del Cerro no se vio involucrado, pero el sello y varios grupos fueron reestructurados o desvinculados. A inicios del año siguiente, la banda abandonó Piloto y fue presentada como parte de Quemasucabeza. De acuerdo al periodista Rodrigo García Soriano, este fue el punto en que bandas, como Niños del Cerro, «empezaron a tomar el camino de la profesionalización».
En mayo de 2018 se anunció su participación en el Primavera Sound de ese año, en Barcelona, España. Como parte del festival, se presentaron el 1 de junio en el Centro de Cultura Contemporánea de Barcelona y al día siguiente en el Parque del Fórum. El 14 de agosto de 2018 anunciaron su segundo álbum de estudio Lance, para fines del mismo mes. El 31 de agosto, publicaron Lance en plataformas digitales y para descarga gratuita en el sitio web de Quemasucabeza. El álbum recibió gran atención mediática y su éxito los llevó a dar sus primeras giras por Latinoamérica. El 7 de diciembre interpretaron Lance y el resto de su discografía en el Centro Cultural Matucana 100. Dos años después publicaron de forma gratuita un álbum en vivo del concierto bajo el nombre de No va a pasar el tiempo en vano, registro que incluyó 12 de las 18 canciones que tocaron ese día.
En enero de 2020 el grupo publicó el sencillo «Durmiendo en el parque» como adelanto de su primer EP Cuauhtémoc. El 20 de marzo publicaron Cuauhtémoc en plataformas digitales. Debido a la pandemia de COVID-19, Niños del Cerro presentó el EP en vivo por medio del canal de YouTube de Quemasucabeza el 27 de junio, además se interpretaron versiones por parte de artistas como Diego Lorenzini, Medio Hermano, Dolorio & los Tunantes y Maifersoni, entre otros.
En 2021, Niños del Cerro abandonó Quemasucabeza, y en abril de 2022 lanzó de forma independiente el sencillo «Tentempié», junto a las canciones «Miel» y «Mi modesta ceguera personal», como adelanto de su tercer álbum de estudio Suave pendiente. El 14 de agosto el grupo publicó Suave pendiente en plataformas digitales por medio de Sello Fisura. Previamente lanzaron varios sencillos promocionales, entre ellos «Sulamita», «Mamire» y «Esta enorme distancia». Poco después de su lanzamiento, el disco se posicionó como el tercer mejor álbum del año en el sitio web de reseñas Rate Your Music. El 29 de abril de 2023, presentaron la primera edición en CD de Suave pendiente con un concierto en el Club Blondie.

## Estilo musical
La música de Niños del Cerro abarca géneros como el indie rock, el indie pop y la neopsicodelia. Aunque, de acuerdo con Nicolás Merino del sitio web Expectador, fue en 2018, con el lanzamiento de su segundo álbum Lance, que «viraron su sonido hacia la Neo-Psicodelia». Antes de eso, su primer álbum de estudio fue descrito como indie pop, con toques de dream pop y post-punk. Algunos medios también destacaron la incorporación de elementos de la música andina y folclórica de Chile en su música. Ellos mismos llamaron al estilo de ciertas de sus canciones como «pop esquivo» y «samba punk».
Según Juan Carlos Hidalgo de Revista Marvin, sus presentaciones en vivo «ebullen fragmentos de post-rock, chispazos pop, pasajes de math-rock y momentos en que se muestran casi como unos Animal Collective andinos».

## Miembros
Miembros actuales
- Simón Campusano – voz, guitarra (2012-presente)
- Ignacio Castillo – guitarra (2012-presente)
- José Mazurett – batería (2014-presente)
- Felipe Villarubia – bajo (2014-presente)
- Diego Antimán – teclados (2016-presente)

## Discografía

#### Álbumes de estudio
- Nonato Coo (2015)
- Lance (2018)
- Suave Pendiente (2022)

#### EPs
- Cuauhtémoc (2020)

#### Lanzamientos en vivo
- No Va a Pasar el Tiempo en Vano (2020)

#### Sencillos
| Año  | Canción                | Álbum / EP      | Notas                |
| ---- | ---------------------- | --------------- | -------------------- |
| 2014 | La pajarería           | Nonato coo      |                      |
| 2015 | José de los Rayos      | Nonato coo      |                      |
| 2017 | Contigo                | Lance           |                      |
| 2018 | Flores, labios, dedos  | Lance           |                      |
| 2018 | El sueño pesa          | Lance           | Junto con Chini.png. |
| 2020 | Durmiendo en el parque | Cuauhtémoc      |                      |
| 2022 | Tentempié              | Suave pendiente |                      |
| 2022 | Sulamita               | Suave pendiente |                      |
| 2022 | Mamire                 | Suave pendiente |                      |
| 2022 | Esta enorme distancia  | Suave pendiente |                      |
| 2025 | Tembló                 |                 |                      |

## Premios y nominaciones
| Año  | Premio         | Categoría                   | Obra            | Resultado | Ref.   |
| ---- | -------------- | --------------------------- | --------------- | --------- | ------ |
| 2016 | Premios Pulsar | Artista revelación          | Nonato Coo      | Ganador   | [ 3 ]  |
| 2018 | Premios Índigo | Mejor artista independiente | Niños del Cerro | Nominado  |        |
| 2019 | Premios Índigo | Mejor artista independiente | Niños del Cerro | Nominado  |        |
| 2019 | Premios Índigo | Álbum independiente del año | Lance           | Nominado  |        |
| 2023 | Premios Pulsar | Álbum del año               | Suave pendiente | Nominado  | [ 46 ] |
| 2023 | Premios Pulsar | Mejor artista rock          | Suave pendiente | Nominado  | [ 46 ] |